# 盎尼·瓦拉卡里
盎尼·瓦拉卡里（芬蘭語：Onni Valakari；1999年8月18日—）是芬兰足球运动员，位置是中场。自2020年1月起他效力于塞浦路斯甲組足球聯賽中的帕福斯。2020年11月时他也是芬兰国家足球队的队员。